# 츠쿠다 다카야
츠쿠다 다카야(일본어: 佃貴也 ツクダタカヤ[*], 1991년 10월 24일 ~ )는 일본의 종합격투기 선수이다. 성이 츠쿠다이고 이름이 다카야인 것이 이색적이다. 그래서 한자 표기도 오해를 종종 받곤 하는데, 高谷佃이 아닌 佃貴也이다. 영어로는 Takaya Tsukuda로 표기한다.

## 내력
이바라기 현 이나시키 시에서 농협 일을 하는 아버지와 사무직 일을 하는 어머니 사이에서 태어났다. 고등학교는 이바라키 현의 세이신학원고등학교를, 대학교는 도쿄의 세이조대학을 졸업했다. 이바라키 현에서 태어나고 줄곧 살았지만 도쿄의 세이조 대학에 입학하면서 도쿄로 상경, 부모님과 떨어져 혼자 살았다. 원래 대학교 교직원으로 취업할 뜻을 품고 있었으나 대학교 4학년 연말 구직 활동을 하던 중 다니던 체육관에서 대한민국의 종합격투기 단체 로드 FC에 출전하게 되었다는 소식을 듣고 구직 활동을 중단한 체, 체중을 빼며 훈련에 매진. 프로 종합격투기의 세계에 빠져들었다. 비록 데뷔전에서 1라운드 49초 만에 TKO로 패했지만, 이후에도 이런저런 중소단체에서 꾸준히 경기를 가지고 있다. 현재 소속팀인 마하 도장에서 여성 회원 전문 클래스의 코치를 맡고 있기도 하다.

## 윤형빈과의 경기에 관련된 에피소드
윤형빈과의 경기 전 페이스북에 "상대가 연예인이라던데 종합격투기가 만만하게 보이나? 생긴 것도 호박같은 게, 한국인에게 절대 질 수 없다. 일본의 힘을 보여주겠다!"라며 윤형빈을 도발하는 발언 등을 남겼는데 해당 페이스북 계정은 2013년 12월 30일에 만든 것으로 시합을 앞두고 만든 것이다. 본래 격투기 시합 등에서 시합을 앞두고 트래쉬 토크나 도발성 발언이 자주 이뤄지는데 츠쿠다는 자신이 일본인인 점을 어필하는 식으로 홍보했다. 츠쿠다 본인의 아이디어만은 아니고 윤형빈의 임수정 관련 발언 등과 연계하여 한일전으로 흥행을 끌어보려는 주최측의 아이디어가 감안된 것이었다. 이 아이디어는 성공적으로 전파되어 시합에 관심은 집중됐고 해당 시합과 관계 없는 임수정과 관련된 복수전이란 말이 퍼졌다. 츠쿠다와 그의 매니저는 뒤에 인터뷰 등을 통해 혐한이 아님을 해명하였다. "혐한이라니요. 저는 한국을 아주 좋아합니다." 2014년 2월 13일 밤 페이스북 메신저를 통해 대한민국의 기자가 받은 메시지 내용이다. 관련 기사 시합 직후 한동안 페이스북 테러가 있었다고 하나 현재는 평온해 진 상태다. 츠쿠다는 "독도가 일본영토라는 주장은 다시 생각해 볼 필요가 있다"라는 말을 할 정도로 한국에 호의적인 사람이다. 윤형빈과의 경기 이후의 모습들을 보면 오히려 칭찬해 줄 만한 모습들을 많이 보여줬다. 현재 츠쿠다 타카야의 페이스북은 4,000여명 이상의 한국인들이 친구 신청을 했으며 활발하게 교류하고 있다. 윤형빈과의 시합 후 수많은 한국 팬들이 생긴 셈이다. 운동이 끝나거나 훈련중인 모습 등을 사진, 동영상으로 찍어 가끔씩 업데이트하며 매번 포스팅마다 수많은 격려의 댓글 또는 여성팬들의 '귀여워' 등의 댓글이 달리고 있다. 그리고 그는 대부분의 댓글이나 메시지에 피드백을 해준다.

## 트리비아
- 개인 페이스북에는 한국산 라면을 먹는 모습이 줄줄이 등장하고, 어떤 글이든 말미에는 '배고파요'라는 단어를 한글로 넣고 있다. '배고파요'라는 단어를 자주 쓰는 이유에 대해서는 다음과 같이 답하고 있다. "시합 전에 체중을 잴 때 관객에게 재미를 주려고 '배고파요'라고 말했더니 다들 웃으며 좋아하시더라고요. 그날 이후로 늘 배가 고프다. 헝그리 정신으로 열심히 살겠다는 의미로 제 캐치프레이즈로 정착시켜가고 있지요."[3]
- 2014년 4월 29일 세월호 참사에 대해 애도하는 메시지를 페이스북에 올렸다. 내용을 요약하자면 다음과 같다. "일본에도 매일매일 세월호의 소식이 보도되고 있으며 정말 진심으로 애도하고 있습니다. 로드 FC의 대회에 참가한 인연 덕택에 많은 도움을 얻었으며, 격투기를 통해 슬픔을 나누는 마음도 가질 수 있습니다. 성금을 모아 로드 FC 측을 통해 전달하겠습니다."[5][6][7]
- 좋아하는 여성 타입은 바지 입은 여자이다. 청바지 입고 배낭 멘 여자를 좋아한다고 한다.[3]

## 전적
| 프로 종합격투기 전적 | 프로 종합격투기 전적 | 프로 종합격투기 전적 | 프로 종합격투기 전적 | 프로 종합격투기 전적 | 프로 종합격투기 전적 | 프로 종합격투기 전적 | 프로 종합격투기 전적 |
| -------------------- | -------------------- | -------------------- | -------------------- | -------------------- | -------------------- | -------------------- | -------------------- |
| 6 시합               | (T)KO                | 항복                 | 판정                 | 실격                 | 그 밖                | 비김                 | 무효                 |
| 1 승                 | 1                    | 0                    | 0                    | 0                    | 0                    | 0                    | 0                    |
| 5 패                 | 3                    | 2                    | 0                    | 0                    | 0                    | 0                    | 0                    |

### 종합격투기
| 승패 | 경기일자   | 상대            | 내용                                         | 대회명           | 개최 장소           | 비고          |
| ---- | ---------- | --------------- | -------------------------------------------- | ---------------- | ------------------- | ------------- |
| 승   | 2016.07.24 | 오히라 마사토   | TKO(펀치), 01:46 Round 1 of 2                | Fighting Nexus 7 | 신주쿠 페이스       | -73 kg 매치   |
| 패   | 2016.06.04 | 김성권          | 서브미션(트라이앵글 초크), 3:52 Round 1 of 2 | Fighting Nexus 6 | 의정부 실내 체육관  | 페더급 매치   |
| 패   | 2016.03.06 | 네기시 마코토   | TKO(펀치), 00:27 Round 1 of 2                | Fighting Nexus 5 | 신주쿠 페이스       | 라이트급 매치 |
| 패   | 2015.09.12 | 주단            | 서브미션(길로틴 초크), Round 1 of 3          | Huawu Fight      | 옌타이              | 라이트급 매치 |
| 패   | 2015.02.28 | 하시모토 후미야 | TKO(그라운드 & 파운드), 01:19 Round 2 of 2   | Gladiator 81     | 신 키바 1번가 링    | -80 kg 매치   |
| 패   | 2014.02.09 | 윤형빈          | KO(펀치), 04:18 Round 1 of 3                 | ROAD FC 014      | 올림픽공원 올림픽홀 | 라이트급 매치 |

### 아마추어 종합격투기
| 승패 | 경기일자   | 상대          | 내용                       | 대회명                         | 개최 장소                                   | 비고        |
| ---- | ---------- | ------------- | -------------------------- | ------------------------------ | ------------------------------------------- | ----------- |
| 무   | 2013.03.31 | 다네이치 준야 | 무승부(매조리티), 2 Rounds | Shooto - Yokohama Free Fight 1 | P\'S LAB YOKOHAMA, 요코하마, 가나가와, 일본 | 웰터급 매치 |